# Tumbuka (N.20) jezici
Tumbuka (N.20) jezici, malena podskupina centralnih bantu jezika u zoni N, koja obuhvaća jedini i istoimeni jezik tumbuka kojim govori oko 1.000.000 ljudi u Malaviju (Johnstone and Mandryk 2001) i oko 480,000 u Zambiji (Johnstone and Mandryk 2001).
Nekada je u nju bio uključivan i jezik lambya [lai], koji se danas klasificira u nyika-safwa (M.20) jezike.

## Vanjske poveznice
- Ethnologue (15th)